# Woldstedtius dundasius
Woldstedtius dundasius – gatunek błonkówki z rodziny gąsienicznikowatych i podrodziny Diplazontinae.
Gatunek ten został opisany w 2013 roku przez Darrena Francisa Warda.
Samice mają ciało długości od 5 do 6 mm przy długości przedniego skrzydła od 4,5 do 5,5 mm. U samca długość ciała wynosi od 4,5 do 6 mm, a przedniego skrzydła od 4 do 5 mm. Czułki u samicy mają 18 lub 19, a u samca 20 członów. Głowę cechuje czarny środek czoła oraz żółte: twarz, okolice oczu, dolne części policzków i narządy gębowe. Szerokość głowy jest 1,2 raza większa od długości, a jej obrys prawie kwadratowy. Odległość między tylną krawędzią oka złożonego a bocznym przyoczkiem wynosi między 0,4 a 0,5 największej szerokości tego przyoczka. Mezosoma jest dwubarwna: żółto-czarna. Przednie skrzydła charakteryzują się zamkniętymi, pięciokątnymi areolami. Odnóża są jasnobrązowe. Metasoma ma żółto-czarne tergity, a u samicy jest silnie spłaszczona bocznie. Pokładełko samicy wyróżnia się niemal nagą osłonką, jedynie na wierzchołku zaopatrzoną w nieliczne szczecinki.
Owad endemiczny dla Nowej Zelandii, znany z Wyspy Północnej i Południowej.